# Fabien Fivaz

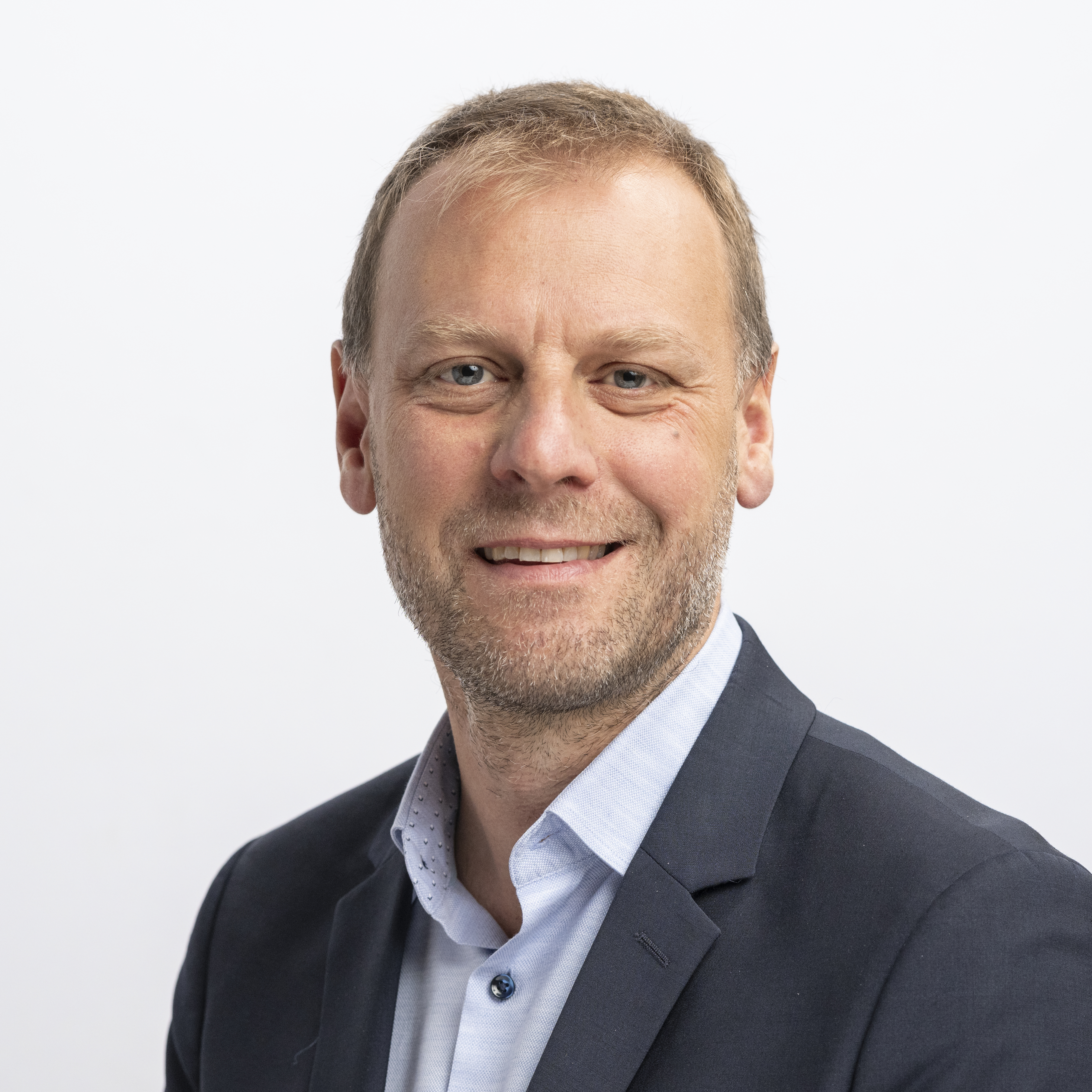
Fabien Fivaz (2023)

Fabien Fivaz (* 25. Februar 1978 in La Chaux-de-Fonds; heimatberechtigt in Les Montets) ist ein Schweizer Politiker (Grüne).

## Leben
Fabien Fivaz studierte Biologie mit den Schwerpunkten Ökologie, Systematik und Populationsgenetik an den Universitäten Neuenburg und Lausanne. Nach seinem Studienabschluss 2002 arbeitete er von 2003 bis 2006 als wissenschaftlicher Mitarbeiter bei der Koordinationsstelle für Amphibien- & Reptilienschutz in der Schweiz (karch). Seit 2006 arbeitet er als wissenschaftlicher Mitarbeiter für das Schweizerische Zentrum für die Kartografie der Fauna (SZKF) in Neuenburg. Von 2005 bis 2008 studierte er berufsbegleitend Statistik an der Universität Neuenburg. Fivaz ist Vater von zwei Kindern und lebt in La Chaux-de-Fonds.

## Politik
Fivaz stieg 2003 nach der Wahl von Christoph Blocher in den Bundesrat in die Politik ein. Er war 2003 Gründungsmitglied der Jungen Grünen Schweiz und der Jungen Grünen Neuenburg, die er bis 2005 präsidierte. Von 2005 bis 2009 war er Mitglied des Generalrats (Legislative) von La Chaux-de-Fonds, wo er der Finanzkommission und der Energiekommission angehörte. 2008 war er Vizepräsident des Generalrates. 
Von 2009 bis 2019 war er Mitglied des Grossen Rates des Kantons Neuenburg, wo er der Finanzkommission angehörte. Von 2017 bis 2019 war er Präsident der von den Grünen gemeinsam mit der Partei der Arbeit und solidaritéS geführten Fraktion.
Bei den nationalen Parlamentswahlen vom 20. Oktober 2019 wurde Fabien Fivaz für die Grünen in den Nationalrat gewählt. Er war während seiner ganzen Amtszeit bis am 1. Juni 2025 Mitglied der Kommission für Wissenschaft, Bildung und Kultur und der Sicherheitspolitischen Kommission.
Nachdem die Neuenburger Ständerätin Céline Vara in den kantonalen Wahlen vom 23. März 2025 in den Staatsrat (Kantonsregierung) gewählt worden war, trat sie aus dem Ständerat zurück. Fabien Fivaz, der bei den Ständeratswahlen 2019 auf der Liste der Grünen den zweiten Platz belegt hatte, rückte per 2. Juni 2025 für Céline Vara in den Ständerat nach, wo er in der Kommission für Rechtsfragen, in der Kommission für Wissenschaft, Bildung und Kultur sowie in der Geschäftsprüfungskommission Einsitz nahm. Im Nationalrat rückte Clarence Chollet für ihn nach.
Von 2009 bis 2013 war er Co-Präsident der Grünen Neuenburg. Er ist Stiftungsratspräsident der Stiftung Ton sur Ton.